# TSA
TSA (скорочення від: Tajne Stowarzyszenie Abstynentów) — польський рок-гурт, який зараховують до піонерів польського хеві-металу.
Гурт заснований 1979 року у Ополі за ініціативою гітариста Анджея Новака і басиста Томаша «Whatfora» Затварніцького. Гурт дебютував 1981 року зі синглом Mass Media/Wpadka, проте перший студійний альбом з'явився допіру 1983 року.
В гурті спочатку не було вокаліста, тому виконувалася інструментальна музика. Незважаючи на це TSA виграли «битву гуртів» на фестивалі у Ярочині. Під час фестивалю до гурту вирішив приєднатися Марек Пекарчик, соліст Sektor A. Вже за місяць він дебютував у складі TSA на фестивалі у Сопоті.
Пісня TSA «Zwierzenia kontestatora» була використана у музичному документальному фільмі «Behind the Iron Curtain», в якому показаний тур Iron Maiden країнами соціалістичного табору (перший візит хеві-метал-гурту до Польщі та інших країн східної Європи).
В 1990-их гурт тривалий час не діяв. Весною 2001 року його було відновлено.

## Склад гурту
Сучасний склад гурту (від 2001 року)
- Марек Каплон — барабани
- Стефан Махель — соло-гітара
- Януш Нєкраш — бас-гітара
- Анджей Новак — соло-гітара
- Марек Пекарчик — вокал

## Дискографія
1983 — Live

1983 — TSA

1984 — Live (Rockowisko '83 Łódź)

1984 — Spunk!

1986 — Heavy Metal World

1988 — Rock'N'Roll

1992 — 52 Dla przyjaciół

1998 — Live '98

1999 — TSA W Trójce-Koncert Akustyczny (live-acoustic)

2004 — Preceder

2004–1981 (live)